# Cameron Bancroft
Cameron M. „Cam” Bancroft (ur. 17 maja 1967 w Winnipeg) – kanadyjski aktor telewizyjny i filmowy.

## Życiorys

### Wczesne lata
Jedno z trojga dzieci i starszy syn prawnika Glena i pielęgniarki Wendy. Wychował się w Vancouverze. Ma starszą siostrę i młodszego brata. Uczęszczał do Handsworth Secondary School. Jego pasją od wczesnych lat stał się hokej na lodzie. W 1983 roku brał udział w meczach w ramach rozgrywek z drużyną zachodniej ligi hokeja, zanim w wieku 16. lat uległ wypadkowi i zmieniał plany zawodowe. Ukończył studia na Wydziale Teatralnym California Institute of the Arts w Los Angeles.

### Kariera
Rozpoczął karierę na srebrnym ekranie rolą Grahama Blake’a w kanadyjskim serialu Przybrzeżne fale morskie (The Beachcombers, 1985–1991). Następnie zadebiutował niewielką rolą w kinowym Chłopiec, który umiał latać (The Boy Who Could Fly, 1986). Pojawił się w 27. odcinku popularnej opery mydlanej ABC Szpital miejski (General Hospital, 1992).
W thrillerze telewizyjnym CBS 83 godziny do świtu (83 Hours 'Til Dawn, 1990) jego ekranowymi partnerami byli Robert Urich i Peter Strauss. Odtworzył postać sparaliżowanego młodego marynarza walczącego ze swoim nieszczęściem w dramacie NBC Moment Prawdy: Żeby chodzić znowu (Moment of Truth: To Walk Again, 1994). W teledramacie NBC Rodzinny dylemat (A Family Divided, 1995) z Faye Dunaway zagrał rolę młodocianego uczestnika grupowego gwałtu. Wystąpił w serialu młodzieżowym ABC Beverly Hills, 90210 (1995–1996) jako piłkarz i przyjaciel Donny Martin. Za rolę doktora Evan Gibbs w komediodramacie Simple Things (2007) otrzymał Slate Award na California Independent Film Festival.

## Życie prywatne
We wrześniu 1999 ożenił się. Ma syna (ur. 2000) i córkę (ur. 2002). Zamieszkał w Los Angeles.

## Filmografia

### Filmy fabularne
- 1986: Chłopiec, który umiał latać (The Boy Who Could Fly) jako Joe
- 1990: Rock ’n’ Roll High School Forever jako Jack
- 1993: Dziewczyna z przymusu (Anything for Love) jako Kurtis'Kurt'Stark
- 1993: Love & Human Remains jako Bernie
- 1995: Marzyciel (Dream Man) jako Robert Reynolds
- 1997: Sypiać ze sobą (Sleeping Together) jako Bruce
- 1998: Los Angeles bez mapy (L.A. Without a Map) jako Patterson
- 1999: Mystery Alaska jako 'Tinker' Connolly
- 2001: Bananowa liga (MVP 2: Most Vertical Primate) jako Rob Poirier
- 2002: Tylko nie miłość (Standard Time) jako Greg Ellenbogen
- 2006: Simple Things jako dr Evan Gibbs

### Filmy TV
- 1990: 83 godziny do świtu (83 Hours 'Til Dawn) jako David Burdock
- 1994: Z miłości do Nancy (For the Love of Nancy) jako Patrick
- 1994: Moment Prawdy: naruszone zobowiązania (Moment of Truth: Broken Pledges) jako Mark
- 1994: Moment Prawdy: Żeby chodzić znowu (Moment of Truth: To Walk Again) jako Eddie
- 1995: Zoja (Zoya) jako dorosły Nicholas
- 1995: Rodzinny dylemat (A Family Divided) jako Chad Billingsley
- 1995: Sama przeciwko armii (She Stood Alone: The Tailhook Scandal) jako Rozket
- 1996: To Brave Alaska jako Roger Lewis
- 1997: Convictions jako Jeff Parker
- 2001: Nie jestem aniołem (She's No Angel) jako Jed Benton
- 2002: Ktoś nad tobą czuwa (He Sees You When You're Sleeping) jako Sterling Brooks
- 2002: The New Beachcombers jako Scott Rivers
- 2003: Undercover Christmas jako Scott Shift
- 2003: Afera firmy E (The Crooked E: The Unshredded Truth About Enron) jako Duffy
- 2004: Klucz do serca (I Want to Marry Ryan Banks) jako Larry
- 2004: A Beachcombers Christmas jako Scott Rivers
- 2009: W kręgu kłamstw (Ring of Deceit) jako Jack Singer
- 2017: Morderca w naszym domu (Secrets of My Stepdaughter) jako Greg Kent

### Seriale TV
- 1988: Przybrzeżne fale morskie (The Beachcombers) jako Graham
- 1990: Rok w Piekle (Tour of Duty) jako Kemper
- 1992: Szpital miejski (General Hospital) jako Ray
- 1993: Nieśmiertelny (Highlander) jako Robert
- 1994: Nieśmiertelny (Highlander) jako David Keogh
- 1995: Extreme jako Kyle Hansen
- 1995–1996: Beverly Hills, 90210 jako Joe Bradley
- 1996: Przylądek (The Cape) jako kpt. Ezekiel 'Zeke' Beaumont
- 2000: Operacja wieczność (Code Name: Eternity) jako Ethaniel
- 2000: Czarodziejki (Charmed) jako Cryto
- 2001: Special Unit 2 jako Craig Richards
- 2004: Domek na prerii (Little House on the Prairie) jako Charles Ingalls
- 2004: Agent przyszłości (Jake 2.0) jako Ben Wilton
- 2005: CSI: Kryminalne zagadki Miami (CSI: Miami) jako Byron Diller
- 2005: Piękni ludzie (Beautiful People) jako Joe Seplar
- 2005: Reunion jako Eric McManus
- 2005: 24 godziny (24) jako Lee Castle
- 2005: Domek na prerii (Little House on the Prairie) jako Charles Ingalls
- 2005: The Collector jako Terry
- 2006: Hockeyville jako Cameron
- 2015: Dawno, dawno temu (Once Upon a Time) jako Bill (gościnnie, sezon 4 odcinek 19)